# Shooter (chanson)
Singles par Lil Wayne
Hustler Musik
(2006) Gimme That (Remix)
(2006)
Singles par Robin Thicke
Wanna Love U Girl
(2006) Lost Without U
(2006)
Shooter est le troisième single du rappeur américain Lil Wayne extrait de son cinquième album studio, Tha Carter II. Cette chanson est en également présente sur le second album studio de Robin Thicke, The Evolution of Robin Thicke mais aussi sur l'album Like Father, Like Son en bonus track.
La chanson est un sample du piano électrique de Mass Appeal par Gang Starr. Il s'agit d'un remake de Robin Thicke Oh Shooter de son premier album A Beautiful World.
Shooter est présent sur le film John Rambo sorti en 2008.

## Liste des pistes
12" Vinyl Universal Records UNIR 21693-1
Face A
1. Shooter (Radio Edit) - 4:14
2. Shooter (Instrumental) - 4:37

Face B
1. Shooter (Street)
2. Shooter (Acappella Dirty)

## Classements
| Chart (2006)                         | Meilleur position |
| ------------------------------------ | ----------------- |
| U.S. Billboard Hot R&B/Hip-Hop Songs | 97                |